# Sergio Nesi
Sergio Nesi (Corticella, 25 maggio 1918 – Bologna, 14 dicembre 2013) è stato un militare e scrittore italiano, che durante la seconda guerra mondiale fu un ufficiale prima della Regia marina e poi della Xª Flottiglia MAS della Repubblica Sociale Italiana. Dopo la fine del conflitto divenne apprezzato scrittore di argomenti militari sulla Xª Flottiglia MAS pre e post armistizio dell'8 settembre 1943.

## Biografia

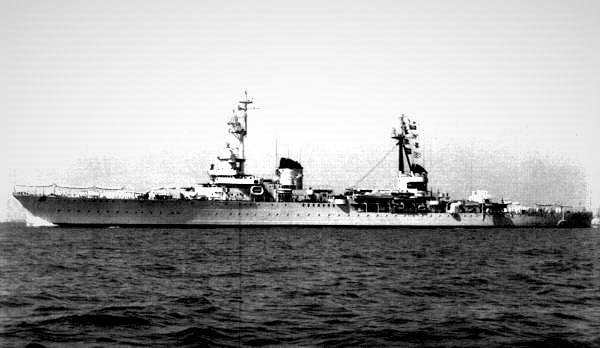
L'incrociatore Raimondo Montecuccoli, sul quale Nesi era direttore del tiro.

Nacque a Corticella, provincia di Bologna il 25 maggio 1918. Entrato nella Regia Accademia Navale di Livorno nell'agosto 1937, in quello che sarà chiamato corso "Alcione", ne esce come aspirante guardiamarina proprio allo scoppio del conflitto nel giugno 1940. È stato imbarcato sull'incrociatore leggero incrociatore Montecuccoli con l'incarico di direttore del tiro contraereo fino al luglio 1943. Alla data dell'armistizio con gli anglo-americani si trovava con il grado di tenente di vascello a Portorose, per frequentare il corso di Osservazione Aerea della Regia Marina.
A novembre viene chiamato dal Ministero della Marina della Repubblica Sociale Italiana per riprendere servizio, questa volta presso la Xª Flottiglia MAS alle dirette dipendenze delle medaglie d'oro al valor militare Junio Valerio Borghese e Mario Arillo.

### Lo sbarco di Anzio
Nel marzo 1944 assume il comando della Base Operativa Sud di Fiumicino, situata presso Villa Torlonia sul lago di Traiano, per operare contro le forze da sbarco Alleate ad Anzio e Nettuno fino a giugno, quando le forze alleate entrano in Roma. Il 14 maggio, alla guida dello SMA 318, dopo aver avvistato una corvetta nemica erroneamente identificata inizialmente con un trasporto truppe, manovrò lo SMA per avvicinarla. Pur essendo stato avvistato dai nemici lo SMA proseguì la propria rotta di avvicinamento fino a giungere a poche decine di metri da cui sganciò le proprie bombe a getto centrando e affondando l'imbarcazione. Per questa azione Nesi fu decorato con la medaglia d'argento al valor militare.

### La Base Operativa Est
Nel novembre 1944 viene inviato alle dirette dipendenze del capitano di corvetta Aldo Lenzi, altro specialista dei mezzi d'assalto, a comandare la base dei mezzi d'assalto di superficie di Brioni. Il 13 aprile 1945 lasciò il comando della Base "Est" al Sottotenente di vascello Mario Cavallo per prendere parte all'ultima missione della Xª Mas in Adriatico.
L'azione che inizialmente doveva svolgersi contro il traffico navale al largo di Pescara vista la preponderante presenza Alleata fu limitata alla più vicina Ancona e si svolse il 14 aprile. I due SMA impiegati per l'azione però non ebbero fortuna ed uno dovette fermarsi ancora al largo di Ancona per un'avaria mentre il secondo, al comando di Nesi, affiancato da Perbellini fu presto avvistato e investito dal fuoco di mitragliatrici. Colpito lo SMA Nesi ebbe solo il tempo di gettare in mare alcune bottiglie fasciate nel tricolore contenenti messaggi di dalmati ed istriani. Entrambi gli equipaggi partiti da Brioni furono presi prigionieri dagli Alleati ed inviati in campo di prigionia.
Ha passato la prigionia in Algeria nel 211 POW Camp e poi nel Campo 'S' a Taranto, dal quale evase nell'aprile 1946.

### Il dopoguerra
Radiato inizialmente dai ruoli della Marina e poi posto in congedo assoluto, ha lavorato come operaio fuochista nello zuccherificio di Bologna, laureandosi al contempo in ingegneria civile. Assunto nel genio civile di Bologna è entrato nei ruoli del Ministero dei lavori pubblici nel 1952, è andato in quiescenza nel 1973 come direttore generale. Ha lavorato presso gli uffici del Genio Civile di Bologna, Piacenza, Parma, Nuoro, Ravenna e presso il Magistrato per il Po a Parma. Una volta in pensione ha scritto diversi libri sulla Decima Flottiglia MAS, ante e post 8 settembre. È stato vice presidente dell'Associazione Combattenti Decima MAS. Il libro Decima flottiglia nostra... è diventato il testo ufficiale dell'Ufficio Storico della Marina per quanto riguarda la storia dei mezzi d'assalto nel periodo 1943-1945. Si spense a Bologna il 14 dicembre 2013.

## Pubblicazioni
- Decima flottiglia nostra..., Mursia, Milano, 1986, poi ristampato da Lo Scarabeo, Bologna, 2008 ISBN 978-88-8478-115-4
- Un Alcione dalle Ali Spezzate, il nido, Bologna, 1989
- Un Alcione dalle Ali Spezzate, il volo, Bologna, 1989
- Un Alcione dalle Ali Spezzate, la caduta, Bologna, 1989, poi ristampato da Lo Scarabeo, Bologna, 2003 ISBN 88-8478-060-8
- Rivisitando storie già note di una nota Flottiglia - parte prima, Lo Scarabeo, Bologna, 2000 ISBN 88-8478-000-4
- Rivisitando storie già note di una nota Flottiglia - parte seconda, Lo Scarabeo, Bologna, 2000 ISBN 88-8478-001-2
- Junio Valerio Borghese. Un principe, un comandante, un italiano, Lo Scarabeo, Bologna, 2004 ISBN 88-8478-066-7
- Scirè. Storia di un sommergibile e degli uomini che lo resero famoso, Lo Scarabeo, Bologna, 2007 . ISBN 978-88-8478-093-5
- Ozegna, 8 luglio 1944, Lo Scarabeo, Bologna, 2008 ISBN 978-88-8478-116-1

## Onorificenze

### Repubblica Sociale
(Non riconosciute dal Regno d'Italia e dalla Repubblica Italiana)